# EN 13402

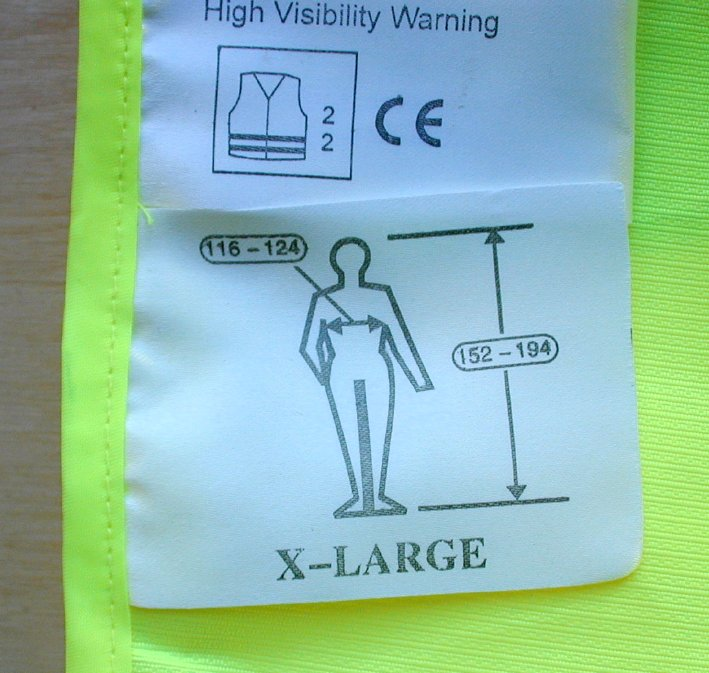
Etichetta con disegno e dimensioni del corpo in centimetri secondo convenzione EN 13402-1 presente su un giubetto ad alta visibilità venduto nel Regno Unito.

EN 13402 è una norma tecnica europea per le etichette che indicano la taglia dei vestiti. Essa è basato sulle dimensioni del corpo, misurate in centimetri. Questo standard dovrebbe sostituire i molti sistemi di misura presenti nei vari paesi europei. Il suo utilizzo è raccomandato a partire dal 2007.

## Motivazione
I sistemi di misura dei vestiti riportate sulle etichette possono essere classificate in tre categorie:
- Dimensioni del corpo: l'etichetta indica per quale intervallo della dimensione del corpo il prodotto è stato disegnato. (Ad esempio: un casco da bicicletta può riportare sull'etichetta la scritta "circonferenza della testa: 56-60 cm" oppure su un paio di scarpe può essere scritto "lunghezza del piede: 28cm")

- Dimensioni del prodotto: l'etichetta indica le misure del prodotto. (Ad esempio, un paio di pantaloni riporta la lunghezza della gamba interna del pantalone, e non la lunghezza della gamba, solitamente maggiore, di chi lo andrà ad utilizzare)

- Misure ad-hoc: l'etichetta fornisce un numero o un codice che non ha una relazione ben chiara con alcuna misura. (Ad esempio: Numero 36 delle scarpe, XL per una T-shirt)

I vestiti sono stati spesso etichettati usando sistemi di misura di quest'ultima categoria. Questo approccio presenta alcuni svantaggi:
- È generalmente diffuso solo a livello locale, un solo produttore, o un solo paese.
- Le misure ad hoc cambiano con il tempo, assottigliando o inflazionando le dimensioni per accondiscendere al desiderio dei clienti di avere misure più piccole o più grandi di quelle reali.
- Necessità di complessi metodi di controllo della misura per fare acquisti la dove non c'è possibilità di provare il capo acquistato, ad esempio per ordini per corrispondenza.
- Per molti capi di abbigliamento, più di una misura del corpo deve essere effettuata per ottenere una corretta scelta della misura del capo. Alle volte due misure indipendenti, qualche volta tre sono necessarie.
- Sistemi di misura ad-hoc generati negli anni 1950 non sono più adeguati per la popolazione di oggi, in quanto in questi ultimi anni c'è stata una traslazione delle distribuzioni delle dimensioni della popolazione, collegata con un cambio delle abitudini alimentari e dello stile di vita della popolazione.

Il Comitato Europeo di Normazione CEN/TC 248/WG 10 iniziò nel 1996 il processo di armonizzazione dei sistemi di misura dei vestiti per giungere allo nuovo standard europeo EN 13402.
Esso è basato su:
- dimensioni del corpo
- sistema metrico decimale
- informazioni da studi antropometrici effettuati sulla popolazione Europea
- standard internazionali (ISO 3635)

## EN 13402-1: Terminologia, definizioni e metodo di misura
La prima parte dello standard definisce un insieme di dimensioni del corpo che devono essere usate per determinare la taglia del capo d'abbigliamento. Definisce inoltre le linee guida per effettuare tali misure del corpo.
- Circonferenza della testa: misura della circonferenza orizzontale massima della testa ad di sopra delle orecchie.
- Circonferenza del collo: misura della circonferenza del collo presa con un metro da sarta, due centimetri sotto il pomo d'Adamo e al livello della VII vertebra cervicale.
- Circonferenza del torace: circonferenza orizzontale massima misurata quando il soggetto è in posizione eretta, respira normalmente. Il metro deve passare sopra le scapole, sotto le ascelle.
- Circonferenza del seno: circonferenza orizzontale massima del seno misurata quando il soggetto è in posizione eretta e respira normalmente. Il metro deve essere posizionato orizzontalmente, deve passare sotto alle ascelle, e deve essere posizionato nel punto di massima sporgenza del seno (possibilmente misurato facendo una moderata tensione, quando il soggetto indossa un reggipetto che non deforma il seno).
- Circonferenza sotto seno: circonferenza del corpo sotto il seno.
- Circonferenza di vita: circonferenza della linea naturale della vita tra l'anca e il costato, misurata quando il soggetto è in posizione eretta, con l'addome rilassato e respira normalmente.
- Circonferenza dell'anca: Circonferenza massima orizzontale misurata intorno al sedere.
- Altezza: distanza verticale tra la cima della testa e la pianta dei piedi, misurata quando il soggetto è in posizione eretta, scalzo, e a piedi congiunti. L'altezza dei bambini ancora incapaci di stare in posizione eretta viene effettuata come la linea orizzontale che congiunge il capo alla pianta dei piedi del bambino sdraiato.
- Lunghezza interna della gamba: distanza tra il cavallo e la pianta dei piedi, quando il soggetto è in posizione verticale, con i piedi leggermente divaricati, e il peso del corpo equamente distribuito sui due piedi.
- Lunghezza del braccio: distanza, misurata con un metro da sarta, a partire dal punto di intersezione del braccio con la scapola, passando sul gomito, e fino alla prominenza dell'ulna al livello del polso. La misura è fatta tenendo il braccio destro piegato a novanta gradi, con il pugno chiuso appoggiato in grembo.
- Circonferenza della mano: massima circonferenza misurata sopra le nocche della mano destra aperta, con le dita, compreso il pollice, unite.
- Lunghezza del piede: Distanza orizzontale tra le due perpendicolari che uniscono la parte più prominente del calcagno e il dito più lungo. La misura viene fatta quando il soggetto è in posizione eretta, scalzo e con il peso equamente distribuito sui due piedi.
- Massa del corpo: misura in chilogrammi fatta con una normale bilancia per persone.

Queste misure dovrebbero essere fatte senza o con il minor numero possibile di vestiti.
Tutte le misure, eccetto la massa del corpo, sono espresse in centimetri.
Lo standard definisce anche un pittogramma che rende le etichette non legate alla lingua del paese dove il capo è stato prodotto e/o commercializzato.

## EN 13402-2: Misure primarie e secondarie
La seconda parte dello standard definisce per ogni capo di abbigliamento le "misure primarie". La misura primaria è quella dimensione del corpo che deve essere riportata sul capo del vestito.
Per alcuni tipi di abbigliamento una misura non è sufficiente per identificare correttamente la taglia, in tal caso "misure secondarie" sono aggiunte all'etichetta.
Nella tavola seguente le misure primarie e secondarie, così come sono definite nello standard sono riportate. Le misure secondarie sono indicate fra parentesi.
| Capo Abbigliamento       | Uomo                                                                        | Donna                                                                                         | Ragazzo                                            | Ragazza                                                       |
| ------------------------ | --------------------------------------------------------------------------- | --------------------------------------------------------------------------------------------- | -------------------------------------------------- | ------------------------------------------------------------- |
| Giacca                   | circonferenza torace (altezza, circonferenza vita)                          | circonferenza seno (altezza, circonferenza anca)                                              | altezza (circonferenza torace)                     | altezza (circonferenza seno)                                  |
| Vestito                  | circonferenza torace, circonferenza vita (altezza, lunghezza gamba interna) | circonferenza seno (altezza, circonferenza anca)                                              | altezza (circonferenza torace)                     | altezza (circonferenza seno)                                  |
| Soprabito                | Circonferenza torace (altezza)                                              | circonferenza seno (altezza)                                                                  | altezza (circonferenza torace)                     | altezza (circonferenza seno)                                  |
| Pantaloni                | circonferenza vita (altezza, lunghezza gamba interna)                       | circonferenza vita (altezza, circonferenza anca, lunghezza gamba interna)                     | altezza (circonferenza vita)                       | altezza (circonferenza vita)                                  |
| Gonna                    | —                                                                           | circonferenza vita (altezza, circonferenza anca)                                              | —                                                  | altezza (circonferenza vita)                                  |
| Vestito                  | —                                                                           | circonferenza seno (altezza, circonferenza anca, circonferenza vita)                          | —                                                  | altezza (circonferenza seno)                                  |
| Maglione, felpa, T-shirt | circonferenza torace (altezza)                                              | circonferenza seno (altezza)                                                                  | altezza (circonferenza seno)                       | altezza (circonferenza seno)                                  |
| Camicia                  | circonferenza collo (altezza, lunghezza braccio)                            | circonferenza seno (altezza)                                                                  | altezza (circonferenza del collo)                  | altezza (circonferenza seno)                                  |
| Mutande                  | circonferenza vita (altezza)                                                | circonferenza vita (altezza, circonferenza anca)                                              | altezza (circonferenza vita)                       | altezza (circonferenza vita)                                  |
| Canottiera               | circonferenza torace (altezza)                                              | circonferenza seno (altezza)                                                                  | altezza (circonferenza torace)                     | altezza (circonferenza seno)                                  |
| Pigiama                  | circonferenza torace (altezza, circonferenza vita)                          | circonferenza seno (altezza, circonferenza vita, circonferenza anca)                          | altezza (circonferenza torace)                     | altezza (circonferenza seno)                                  |
| Costume da bagno e body  | circonferenza vita (altezza, circonferenza torace)                          | circonferenza seno (altezza, circonferenza anca, circonferenza sottoseno)                     | altezza (circonferenza torace, circonferenza vita) | altezza (circonferenza sottoseno, circonferenza seno)         |
| Reggipetto               | —                                                                           | circonferenza sottoseno, circonferenza seno (misura di coppa)                                 | —                                                  | circonferenza sottoseno, circonferenza seno (misura di coppa) |
| Corsetto/sopra o intero  | —                                                                           | circonferenza sottoseno, circonferenza seno (altezza, circonferenza anca, circonferenza vita) | —                                                  | —                                                             |
| Corsetto/sotto           | —                                                                           | circonferenza vita, circonferenza anca (altezza)                                              | —                                                  | —                                                             |
| collant                  | —                                                                           | altezza (circonferenza vita, massa)                                                           | —                                                  | altezza                                                       |
| Calze                    | —                                                                           | lunghezza del piede                                                                           | lunghezza del piede                                | lunghezza del piede                                           |
| Calzini                  | lunghezza del piede                                                         | lunghezza del piede                                                                           | lunghezza del piede                                | lunghezza del piede                                           |
| Guanti                   | circonferenza della mano                                                    | circonferenza della mano                                                                      | circonferenza della mano                           | circonferenza della mano                                      |
| Cappello                 | circonferenza della testa                                                   | circonferenza della testa                                                                     | circonferenza della testa                          | circonferenza della testa                                     |

## EN 13402-3: Misure ed intervalli
La terza parte dello standard definisce quali sono le misure primarie e secondarie da applicare preferibilmente ad ogni capo di vestiario.
I prodotti non dovrebbero riportare una indicazione della misura media per cui tale capo è stato fabbricato, ma invece l'intervallo delle dimensioni per cui tale indumento è disegnato. Ad esempio, l'indicazione sull'etichetta di una giacca tagliata per una persona alta 176 cm, non dovrebbe riportare "altezza: 176", ma "altezza: 172-180", essendo quest'intervallo dello standard in cui i 176 cm ricadono. Infatti le misure di altezza sono definite in intervalli di 8 cm:
| Altezza    | ... | 160     | 168     | 176     | 184     | 192     | 200     | ... |
| Intervallo | ... | 156-164 | 164-172 | 172-180 | 180-188 | 188-196 | 196-204 | ... |

Per i pantaloni, l'intervallo dell'altezza è ridotto a 4 cm:
| Altezza    | ... | 156     | 160     | 164     | 168     | 172     | 176     |
| Intervallo | ... | 154-158 | 158-162 | 162-166 | 166-170 | 170-174 | 174-178 |

| Altezza    | 180     | 184     | 188     | 192     | 196     | 200     | ... |
| Intervallo | 178-182 | 182-186 | 186-190 | 190-194 | 194-198 | 198-202 | ... |

Lo standard definisce tabelle per le singole dimensioni e per i singoli capi d'abbigliamento. Nel seguito vengono dati alcuni esempi.

### Uomo
Lo standard definisce la misura e gli intervalli della circonferenza toracica e di quella della vita.
| Circonferenza toracica | 84    | 88    | 92    | 96    | 100    | 104     | 108     | 112     |
| Intervallo             | 82-86 | 86-90 | 90-94 | 94-98 | 98-102 | 102-106 | 106-110 | 110-114 |
| Circonferenza vita     | 72    | 76    | 80    | 84    | 88     | 92      | 96      | 100     |
| Intervallo             | 70-74 | 74-78 | 78-82 | 82-86 | 86-90  | 90-94   | 94-98   | 98-102  |

| Circonferenza toracica | 116     | 120     | 126     | 132     | 138     | 144     |
| Intervallo             | 114-118 | 118-123 | 123-129 | 129-135 | 135-141 | 141-147 |
| Circonferenza vita     | 104     | 108     | 114     | 120     | 126     | 132     |
| Intervallo             | 102-106 | 106-111 | 111-117 | 117-123 | 123-129 | 129-135 |

La tabella riportata qui sopra è caratterizzata dall'avere una differenza tra la circonferenza toracica e quella di vita di 12 cm. Infatti i produttori solitamente disegnano i loro modelli secondo queste misure. Se ad esempio una giacca è per una circonferenza toracica di 100 cm, essa sarà appropriata per una persona la cui circonferenza in vita è di 88 cm. Molti produttori immettono sul mercato anche modelli per circonferenze di vita nell'intervallo superiore e inferiore a quello definito dallo standard così che, in generale, una persona con circonferenza toracica 100 cm può facilmente trovare un capo se la sua circonferenza in vita è nell'intervallo 82–94 cm.
Lo standard suggerisce, inoltre, quale circonferenza del collo dovrebbe essere associata alla circonferenza toracica. Questi suggerimenti sono riportati nella tavola seguente:
| Circonferenza collo    | 37        | 38        | 39        | 40        | 41        | 42        | 43        | 44        |
| Intervallo             | 36.5-37.5 | 37.5-38.5 | 38.5-39.5 | 39.5-40.5 | 40.5-41.5 | 41.5-42.5 | 42.5-43.5 | 43.5-44.5 |
| Circonferenza toracica | 88        | 92        | 96        | 100       | 104       | 108       | 112       | 116       |

| Circonferenza collo    | 45        | 46.5      | 48        | 49.5      | 51        |
| Intervallo             | 44.5-45.8 | 45.8-47.3 | 47.3-48.8 | 48.8-50.3 | 50.3-51.1 |
| Circonferenza toracica | 120       | 126       | 132       | 138       | 144       |

Lo standard, inoltre, indica la lunghezza del braccio in funzione dell'altezza:
| Altezza           | 156   | 160   | 164   | 168   | 172   | 176   | 180   | 184   | 188   | 192   | 196   | 200   |
| Lunghezza braccio | 60    | 61    | 62    | 63    | 64    | 65    | 66    | 67    | 68    | 69    | 70    | 71    |
| Intervallo        | 59-60 | 60-61 | 61-62 | 62-63 | 63-64 | 64-65 | 65-66 | 66-67 | 67-68 | 68-69 | 69-70 | 70-71 |

### Donna

#### Misure vestiti
Le misure standard e gli intervalli per le circonferenze del seno, della vita e dei fianchi sono:
| Circonferenza seno    | 76    | 80    | 84    | 88    | 92     | 96      | 100     | 104     | 110     |
| Intervallo            | 74-78 | 78-82 | 82-86 | 86-90 | 90-94  | 94-98   | 98-102  | 102-107 | 107-113 |
| Circonferenza vita    | 60    | 64    | 68    | 72    | 76     | 80      | 84      | 88      | 94      |
| Intervallo            | 58-62 | 62-66 | 66-70 | 70-74 | 74-78  | 78-82   | 82-86   | 86-91   | 91-97   |
| Circonferenza fianchi | 84    | 88    | 92    | 96    | 100    | 104     | 108     | 112     | 117     |
| Intervallo            | 82-86 | 86-90 | 90-94 | 94-98 | 98-102 | 102-106 | 106-110 | 110-115 | 115-120 |

| Circonferenza seno    | 116     | 122     | 128     | 134     | 140     | 146     | 152     |
| Intervallo            | 113-119 | 119-125 | 125-131 | 131-137 | 137-143 | 143-149 | 149-155 |
| Circonferenza vita    | 100     | 106     | 112     | 118     | 124     | 130     | 136     |
| Intervallo            | 97-103  | 103-109 | 109-115 | 115-121 | 121-127 | 127-133 | 133-139 |
| Circonferenza fianchi | 122     | 127     | 132     | 137     | 142     | 147     | 152     |
| Intervallo            | 120-125 | 125-130 | 130-135 | 135-140 | 140-145 | 145-150 | 150-155 |

#### Misure reggipetto
Le misure standard per i reggiseni sono la circonferenza di seno e quella di sottoseno.
La circonferenza di sottoseno è la misura principale, ed è indicata in termini numerici. Nelle tavole seguenti sono indicati gli intervalli.
| Circonferenza sottoseno | 60    | 65    | 70    | 75    | 80    | 85    | 90    | 95    |
| Intervallo              | 58-62 | 63-67 | 68-72 | 73-77 | 78-82 | 83-88 | 88-92 | 93-98 |

| Circonferenza sottoseno | 100    | 105     | 110     | 115     | 120     | 125     |
| Intervallo              | 98-102 | 103-108 | 108-112 | 113-118 | 118-122 | 123-128 |

La misura secondaria è la coppa, che è indicativa della differenza tra la circonferenza del seno e di quella del sotteseno. La coppa è indicata con una lettera.
| Code                         | AA    | A     | B     | C     | D     | E     | F     | G     |
| Differenza tra circonferenze | 10-12 | 12-14 | 14-16 | 16-18 | 18-20 | 20-22 | 22-24 | 24-26 |

Ad esempio, un reggiseno di misura 70B è adatto per una persona con circonferenza di sottoseno nell'intervallo 68–72 cm e con una circonferenza di seno nell'intervallo 84–86 cm.

### Codici letterali
Per gli indumenti in cui grandi intervalli sono sufficienti ad indicare la taglia, lo standard definisce una codifica letterale. Questo codice si basa sulla misura della circonferenza del seno per le donne e della circonferenza toracica per gli uomini. Lo standard definisce un codice letterale per i bambini.
| Significato             | Codice | Circonferenza toracica (uomini) | Circonferenza seno (donne) |
| ----------------------- | ------ | ------------------------------- | -------------------------- |
| extra extra small       | XXS    | 70-78                           | 66-74                      |
| extra small             | XS     | 78-86                           | 74-82                      |
| small                   | S      | 86-94                           | 82-90                      |
| medium                  | M      | 94-102                          | 90-98                      |
| large                   | L      | 102-110                         | 98-106                     |
| extra large             | XL     | 110-118                         | 107-119                    |
| extra extra large       | XXL    | 118-129                         | 119-131                    |
| extra extra extra large | 3XL    | 129-141                         | 131-143                    |

| TAGLIA | GUANTI  | CAPPELLI | CALZE   |
| ------ | ------- | -------- | ------- |
| XXS    | 16,5 cm | 55 cm    | 39-39,5 |
| XS     | 17,8 cm | 56 cm    | 40-40,5 |
| S      | 19 cm   | 57 cm    | 41-41,5 |
| M      | 20,3 cm | 58 cm    | 42-42,5 |
| L      | 21,6 cm | 59 cm    | 43-43,5 |
| XL     | 22,9 cm | 60 cm    | 44-44,5 |
| 2XL    | 24 cm   | 61 cm    | 45-45,5 |

Ogni intervallo in questa codifica è largo quanto due intervalli nella codifica numerica.
Se necessario la codifica può essere estesa in alto o in basso oltre la XXS o 3XL. Ad esempio:
| Codice | Circonferenza toracica (uomini) | Circonferenza seno (donne) |
| ------ | ------------------------------- | -------------------------- |
| 4XL    | 141-154                         | 143-155                    |
| 5XL    | 154-166                         | 155-167                    |

## EN 13402 e la taglia italiana
| GIRO PETTO | GIRO VITA | LUNGHEZZA GAMBA | TAGLIA EN 13402 | TAGLIA IT | JEANS | INTIMO | CINTURE |
| ---------- | --------- | --------------- | --------------- | --------- | ----- | ------ | ------- |
| 86-89      | 77-80     | 98-101          | XS              | 44        | 29    | 1      | 80 cm   |
| 90-93      | 81-84     | 100-102         | S               | 46        | 30-31 | 2      | 85 cm   |
| 94-97      | 82-85     | 103-106         | M               | 48        | 32-33 | 3      | 90 cm   |
| 98-101     | 86-89     | 105-108         | L               | 50        | 34-35 | 4      | 95 cm   |
| 102-105    | 90-94     | 107-109         | XL              | 52        | 36-37 | 5      | 100 cm  |
| 106-109    | 95-99     | 108-110         | 2XL             | 54        | 38-39 | 6      | 105 cm  |
| 110-113    | 100-104   | 109-112         | 3XL             | 56        | 40-41 | 7      | 110 cm  |
| 114-117    | 105-109   | 111-114         | 4XL             | 58        | 42-43 | 8      | 115 cm  |
| 118-121    | 110-114   | 112-115         | 5XL             | 60        | 44-45 | 9      | 120 cm  |
| 122-125    | 115-119   | 114-116         | 6XL             | 62        | 46-47 | 10     | 125 cm  |
| 126-129    | 120-124   | 115-117         | 7XL             | 64        | 48-49 | 11     | 130 cm  |